# Нікі Марвін
Нікі Марвін (англ. Niki Marvin) — американська кінопродюсер і телевізійних фільмів, яка працює з середини 1980-х років. У 1994 році отримала номінацію на «Оскар» у категорії «Найкращий фільм» за роботу над фільмом «Втеча з Шоушенка».

## Кар'єра
Свій перший досвід Марвін отримала у середині 1980-х років, коли продюсувала «Кошмар на вулиці В'язів 3: Воїни сну». У 1990-х почала продюсувати телефільм жахів Френка Дарабонта «Похований живцем», через рік спродюсувала новий проект цього жанру — телефільм «Приблуди». Здобула міжнародне визнання як продюсер повнометражного фільму Дарабонта «Втеча з Шоушенка», робота, яка принесла їй номінацію на «Оскар» у категорії «Найкращий фільм».
У 1997 році працювала над продовженням «Похований живцем», в наступні десятиліття спорадично з'являлася в кінопроектах.

## Фільмографія
- Кошмар на вулиці В'язів 3: Воїни сну (1987) (асоційований продюсер)
- Похований живцем (1990/II) (TV) (продюсер)
- Опівнічне кабаре (1990) (продюсер)
- Приблуди (1991) (TV) (продюсер)
- Втеча з Шоушенка (1994) (продюсер)[5] Номінація на премію «Оскар» за найкращий фільм
- Похований живцем II (1997) (телебачення) (виконавчий продюсер)